# ユーセフ・ラズーガ
ユーセフ・ラズーガ（アラビア語: يوسف رزوقة, ラテン文字転写: Youssef Rzouga, 1957年3月21日 - ）は、チュニジアの著作家。Ksour Essef生まれ。現在チュニジアの首都に在住し、"Presse Tunisienne"の編集長として働くと共に、アラビア語、フランス語、英語、ロシア語、ポルトガル語、スウェーデン語、スペイン語などの多国語で執筆活動を行っているが、「一番慣れている言語はアラビア語、フランス語そしてスペイン語」である。チュニジア国内詩文学賞を3回獲得、2004年にヨルダン王国でアラビア文学賞（作品全体に対して）を受賞し、作品は6か国語に翻訳されている。詩人、叙述作家、文化の熱心な促進者であるYoussefは議論の余地がない、現代の最も優れたアラビア語圏の詩人の一人であると言える。その執筆活動は物の実存主義的な面を掘り出し、自然や人間に関してお互いに全く関連のない事柄を混ぜ合わせ、その結果として、それぞれ全く新しい芳香または濃縮したエッセンスに作りかえることを特徴とするものである。

## アラビア語
- 1978-「我の悲しみゆえに秀でる」、Al Akhella、 Tn-
- 1982--「似通っていない枝の言語」、Al Akhella、Tn
- 1984--「バラのプログラム」、Al Akhella、Tn
- 1986--「旅行者ユーセフのアストロラーベ」、E. Quatre Vents、Tn
- 1998-「言葉の中のオオカミ」、Sotepa、Tn-
- 2000-「2つの手の間の国」、Dar El Ithaf、Tn-
- 2001-「歴史の二酸化物の花」、L’Or du Temps、Tn-
- 2002-「警戒態勢宣言」、Sotepa、Tn-
- 2003--「全作品。第一巻」、Sotepa、Tn
- 2004-「Yogana - 詩的ヨガの本」、Sotepa、Tn-
- 2004--「蝶とダイナマイト」、Sotepa、Tn
- 2005-「ゼロ・ゾーン、Kemel Riahiによる序説」、Sotepa、Tn-
- 2006--「アンダルシアの灰から遠のいて」、Sotepa、Tn
- 2006-「出発の認識論を伴う魂のプレート」、Sotepa、Tn-
- 2007-「全作品。第二巻」、Miskiliani Ediciones、Tn-

## フランス語
- 2005-「クモの息子、Chantal Morcretteによる序説」、Sotepa、Tn-
- 2005--「Yotalia（Héra Voxと共同作品）、Chantal Morcretteによる序説」、Sotepa、Tn
- 2005--「1001の詩（Héra Voxと共同作品）、Chantal Morcretteによる序説」、Sotepa、Tn-
- 2005-「フランスの庭、Mondher Chafraによる序説」、Sotepa、Tn-
- 2007--「地上には時期が早い、Aude Dianoによる序説」、Imagine-Bardo、Tn
- 2007「オスロの絵様帯、Edward Munchの最後の叫び」、未刊行。

## スウェーデン語
- 「Ö（島）」、dikter、未刊行。
- 「Förälskad Lexikon（恋する人の語彙集）」、dikter、未刊行。

## スペイン語
- 「Fuera del yo dominante（優勢な自我の外で）」、未刊行。
- 「Los poetas vuelan bajo（詩人は低く飛ぶ）」、未刊行。
- 「Algo inédito（何か未刊行のもの）」、未刊行。

## 授与された賞など
- 1981年 - チュニジア国内詩文学賞
- 1985年 - チュニジア国内詩文学賞
- 1998年 - チュニジア国内詩文学賞
- 2003年 - Chebbi賞
- 2004年 - Mahdia賞
- 2004年 - アラビア文学賞/ヨルダン、彼の作品全体に対して
- 2005年 - Diván al-Arabの紋章、エジプト